# جيمس إي. هيلد
جيمس إي. هيلد هو محامي وسياسي أمريكي، ولد في 16 فبراير 1938، وتوفي في 15 أكتوبر 1967 بسبب حادث مرور. نشط حزبياً في الحزب الجمهوري. وقد انتخب عضو جمعية ولاية ويسكونسن ‏.